# ألبرت نيمان
البرت نيمان (بالألمانية: Albert Niemann)‏ (20 مايو 1834 - 19 يناير 1861). هو عالم كيمياء ألماني استخلص الكوكايين ونشر استنتاجاته في عام 1860.

## حياته
ولد البرت نيمان في مدينة جوسلار الألمانية في مملكة هانوفر

### الكوكايين
في القرن التاسع عشر كان هناك اهتمام من قبل العلماء الأوربيون بدراسة تأثير أوراق نبتة الكوكا. وقد نجح ألبرت نيمان في استخلاص المادة الفعالة منها.

### غاز الخردل
اكتشف البرت نيمان غاز الخردل والذي تم استخدامه من بعد كسلاح في الحرب العالمية الأولى.

## وفاته
في عام 1861 توفي ألبرت نيمان في مسقط رأسه جوسلار. وقيل أن سبب وفاته كان نتيجة تسمم من غاز الخردل.